# Аккутір
Аккуті́р (каз. Ақкүтір) — село у складі Таскалинського району Західноказахстанської області Казахстану. Входить до складу Актауського сільського округу.
У радянські часи село називалось Біленький, до 2018 року — Біленьке.
Населення — 46 осіб (2021; 69 у 2009, 144 у 1999, 203 у 1989).